# Oğuz (Buldan)
Oğuz ist ein Dorf im Landkreis Buldan der türkischen Provinz Denizli. Oğuz liegt etwa 43 km nordwestlich der Provinzhauptstadt Denizli und 8 km östlich von Buldan. Oğuz hatte laut der letzten Volkszählung 635 Einwohner (Stand Ende Dezember 2010).